# Central térmica de Burceña
La central térmica de Burceña fue una central eléctrica situada en el barrio de Burceña en la localidad vizcaína de Baracaldo (España). Fue construida por Hidroeléctrica Ibérica, que puso su primer grupo de carbón en funcionamiento en 1907. A partir de 1948 Iberduero acometió su ampliación en sucesivas fases, siendo las más importantes los nuevos grupos puestos en marcha en 1957 y 1965, que funcionaban con fueloil. Cesó en su actividad en 1985, comenzando en 2004 Iberdrola su demolición.

## Historia

### Construcción
A principios del s. xx la generación de energía eléctrica en España estaba dominada por su producción hidroeléctrica. En 1901 se fundó en Bilbao Hidroeléctrica Ibérica a cargo del ingeniero Juan de Urrutia Zulueta, que se convirtió  pronto en una de las empresas más importantes del sector. La sociedad gestionaba varios saltos de agua en el norte de España, y en sus primeros años amplió su radio de acción para abastecer también a Valencia y Madrid.
Para compensar la creciente demanda energética, en 1907 HI puso en funcionamiento la central de Burceña, en el barrio homónimo de Baracaldo. Se ubicaba junto al río Cadagua cerca de su desembocadura en la ría de Bilbao y el puente de Pablo Alzola, y era alimentada con carbón, siendo la primera gran central térmica del País Vasco. Contaba con tres turbinas y una potencia instalada de 10 000 kVA, y tecnología de la empresa alemana AEG. El edificio principal albergaba ocho calderas fabricadas por Babcock & Wilcox en Sestao de 340 m² de superficie de calefacción cada una, provistas de cargadores mecánicos, recalentadores, economizadores y elevador de carbón por cangilones. El proyecto contó con la participación de la Sociedad de Tranvías y Electricidad de Bilbao, que era uno de los principales usuarios de la producción. La central disponía de sus propios muelles y sistemas de descarga de carbón desde el río Cadagua, donde llegaban las barcazas con el mineral a través de la ría.
En 1927, Hidroeléctrica Ibérica quedó como única propietaria y realizó la primera ampliación, con la instalación de tres nuevas calderas y una turbina de Brown Boveri en un nuevo edificio, bajo proyecto de Federico de Ugalde. Durante la guerra civil española, la central fue uno de los lugares protegidos por los los defensores de la ciudad y el Cinturón de Hierro para evitar que fuera objeto de ataques, y se mantuvo activa los once meses que duró el conflicto en la zona, excepto cuando escaseaba el carbón. Según Paul Preston, el general Emilio Mola había planificado la destrucción de la central de Burceña y otras industrias del entorno de Bilbao para vencer la resistencia republicana.

### Consolidación y paso a Iberduero
En 1944 Hidroeléctrica Ibérica se fusionó con Saltos del Duero para dar lugar a Iberduero, que se hizo cargo de los activos de ambas compañías, entre ellos la central de Burceña. Iberduero realizó una primera ampliación en 1948 elevando la producción a 26 000 kW alimentados con carbón y fueloil, y en 1954 acometió la construcción de un nuevo grupo -Burceña II- con un proyecto de Ángel Galíndez Celayeta a cargo del arquitecto Francisco Hurtado de Saracho. Se construyó un edificio de nueva planta con dos naves en forma de «L »para albergar la ampliación de 1927 y las tres nuevas calderas, y se demolieron los antiguos. La nueva central fue puesta en funcionamiento en 1957, con una potencia de 66 MW, lo que elevaba a 92 000 kW su producción.
En la década de 1960, Iberduero acometió un programa de construcción de grandes centrales térmicas, que incluyó las centrales de Pasajes, Santurce y Velilla, y la ampliación a otro grupo de Burceña en 1965, con la denominación de Burceña III. Este nuevo grupo fue montado por General Electric en un nuevo edificio adosado al anterior. A esta nueva instalación se incorporó el joven ingeniero bilbaíno José María Ryan, que fue asesinado por ETA en 1981 cuando se hizo cargo de la central nuclear de Lemóniz.

### Cierre y desmantelamiento
La central finalizó su vida útil y cesó su funcionamiento en 1985, y en febrero de 2002 Iberdrola solicitó el desmantelamiento de las instalaciones, que le fue concedido en octubre de ese año. En 2004 comenzaron las obras de desmantelamiento, y se proyectó un parque empresarial en su ubicación. En 2021 la empresa proyectó la construcción de una subestación eléctrica en su antiguo emplazamiento, que contó con un fuerte rechazo vecinal.